# 門前の大岩

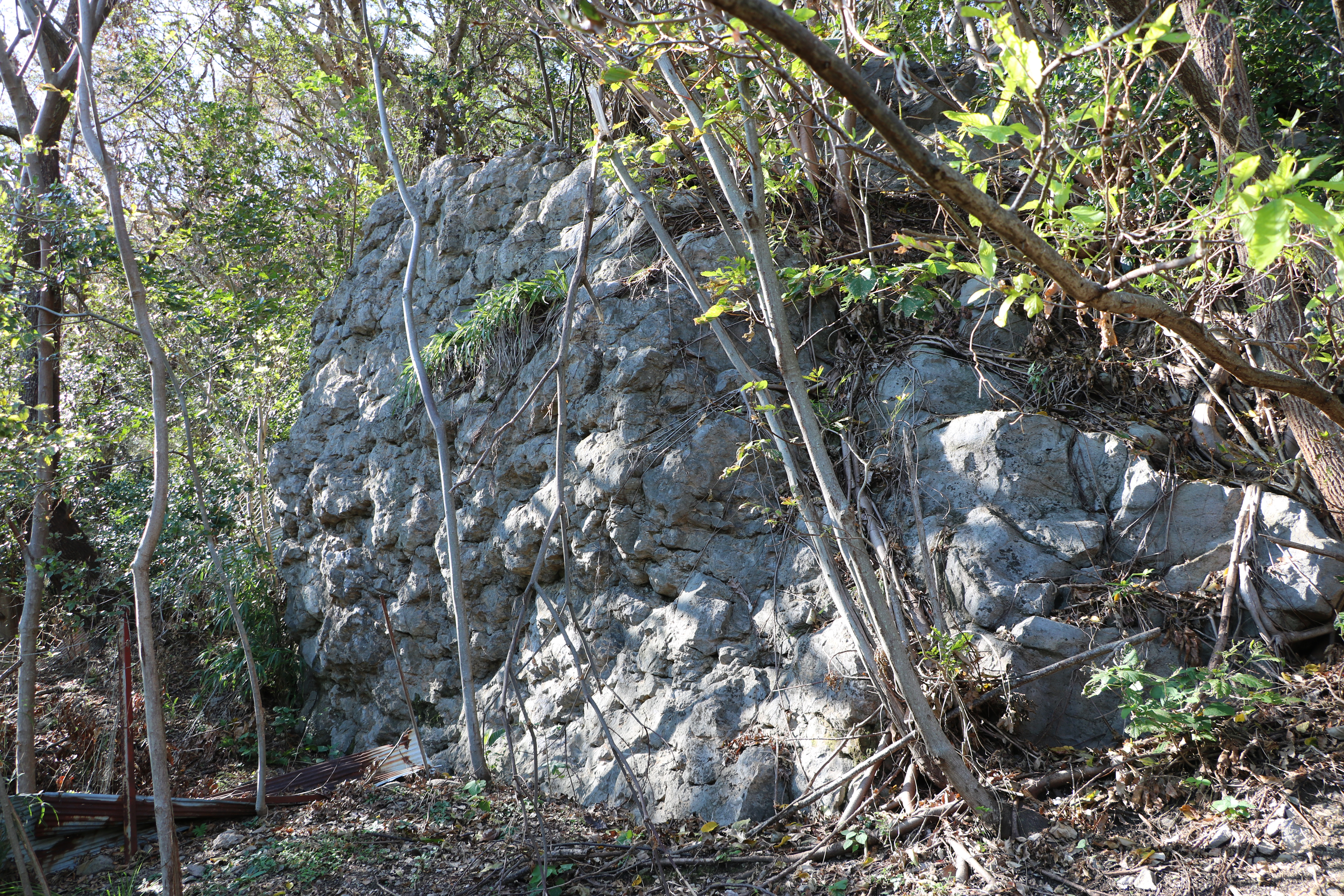
門前の大岩。2018年9月22日撮影。

門前の大岩（もんぜんのおおいわ）は、和歌山県日高郡由良町門前にある国の天然記念物に指定された岩の露頭である。
中生代ジュラ紀に属する砂岩、および鳥巣層と呼ばれる石灰岩の中に、ウニの一種であるシダリスの棘の化石が多数含まれていることから、1935年（昭和10年）12月24日に国の天然記念物に指定された。

## 解説

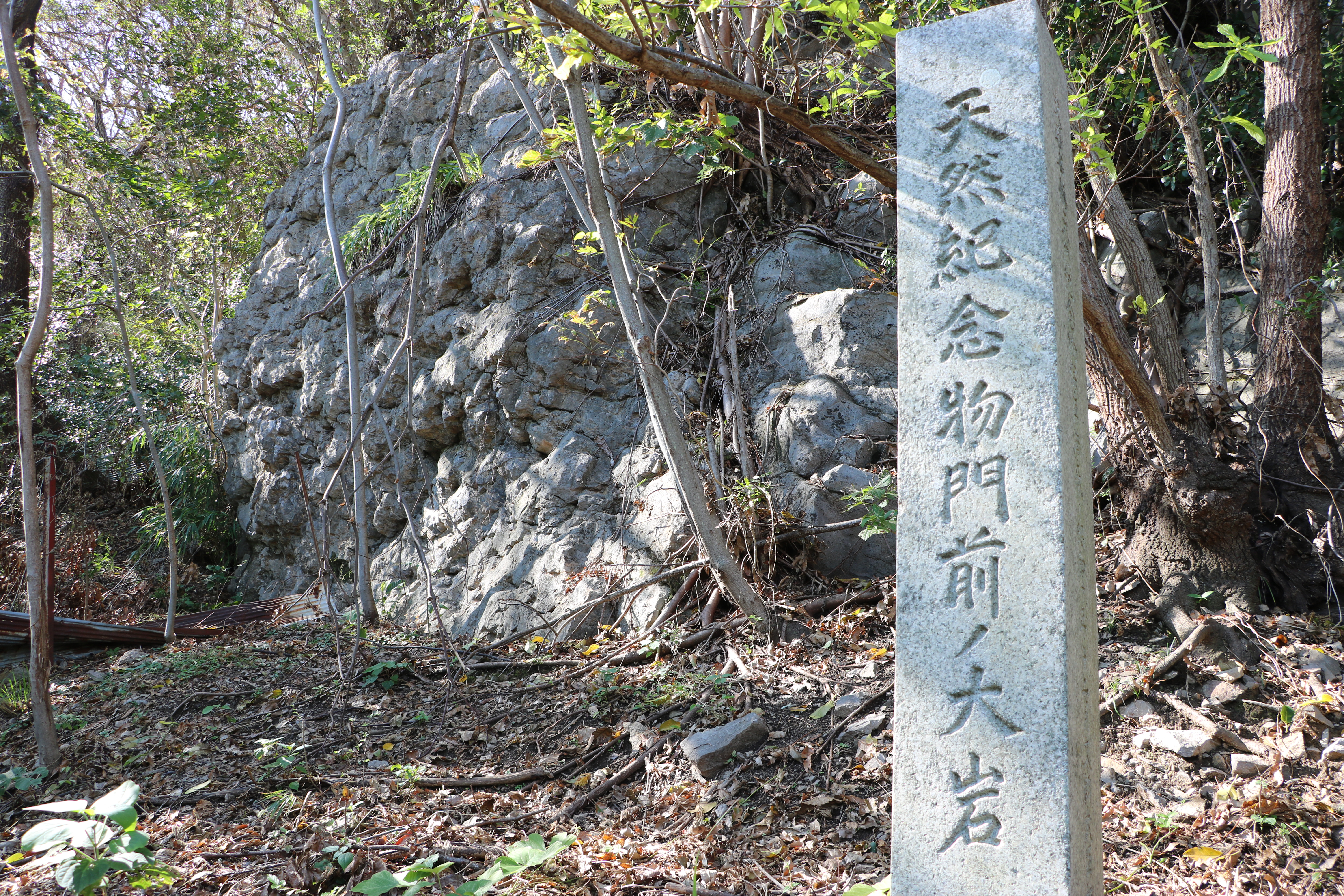
天然記念物指定の石碑。2018年9月22日撮影。

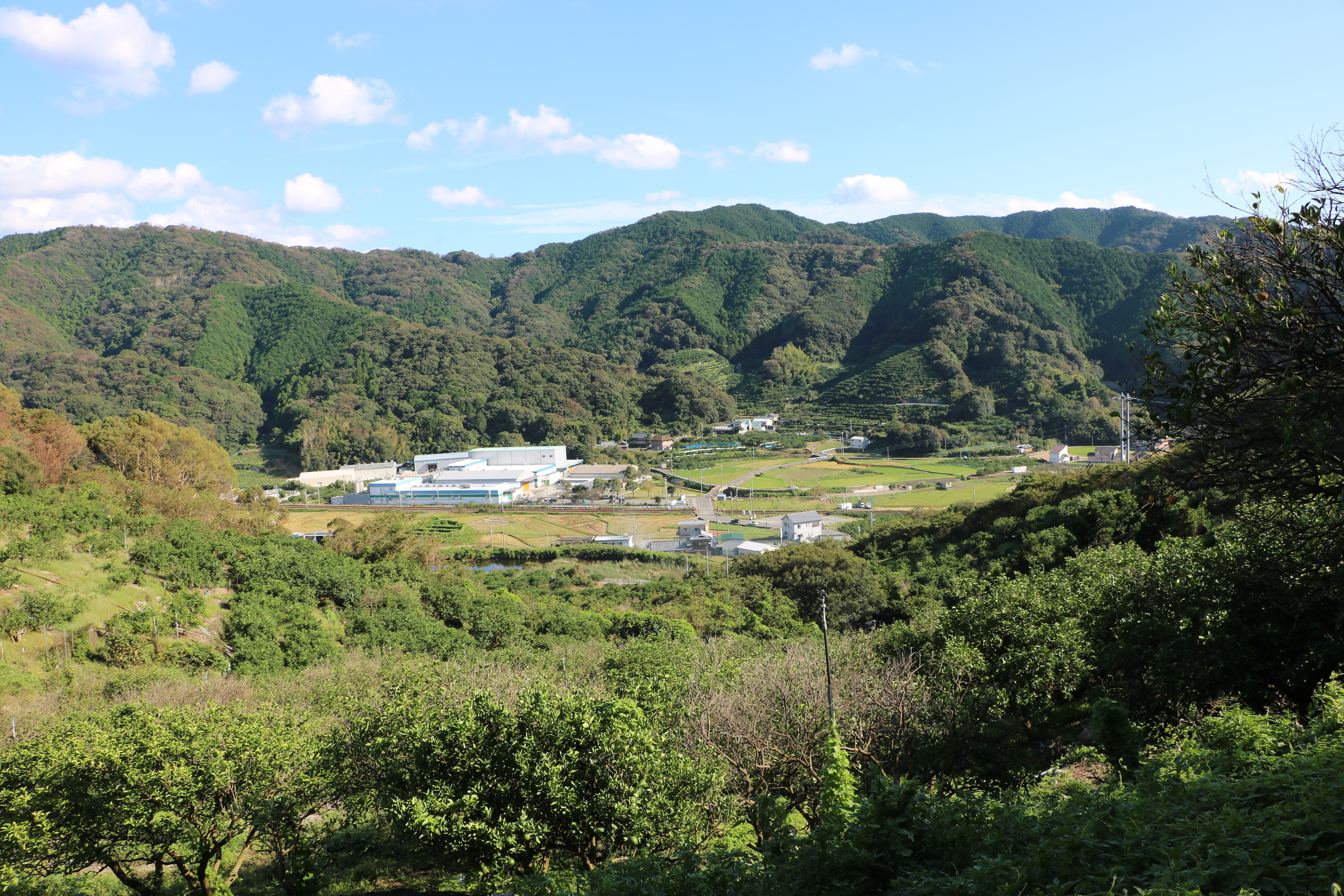
門前の大岩からの眺め。紀勢本線と国道42号線が並走している。2018年9月22日撮影。

門前の大岩の所在地は紀伊水道に面した和歌山県中西部の日高郡由良町の門前地区である。門前という地名は当地に所在する臨済宗妙心寺派寺院興国寺の門前に位置することから名づけられており、付近一帯はJR紀勢本線と国道42号線が並走する紀伊半島の交通の要所である。周辺の山腹はミカン栽培が盛んであり、門前の大岩もミカン畑が点在する標高約100メートル付近の急斜面に位置している。
天然記念物に指定された露頭は藪に囲まれていたが、近年、由良町教育委員会の保全活動により、下を通る国道からも見ることができる。岩の大きさは高さ約18メートル、幅は東西約22メートル、南北約18メートル。2012年（平成24年）に和歌山県が作成した『和歌山県レッドデータブック』によれば、門前の大岩は中紀層群由良層の泥岩優勢層に挟まれたジュラ紀の鳥巣式石灰岩で、ウニの一種であるシダリスの棘の化石だけでなく、サンゴや層孔虫の化石も多く含まれているという。
シダリスとは中生代に熱帯の海に住んでいたウニの一種で、門前の大岩の岩中には長さ2cmほどのシダリスの棘の化石が見られる。シダリスの化石は日本国内で数ヶ所しか確認されていない貴重なもので、ジュラ紀の鳥の巣層群の地質時代を決定する標準化石としても知られている。
シダリスの化石はウメの実の核に、形も大きさもよく似ているため、地元の人々からは「梅干し」と呼ばれており、かつては門前の大岩の表面にその化石が浮き彫りのように現れていたが、今日では目に付きにくくなってしまったという。

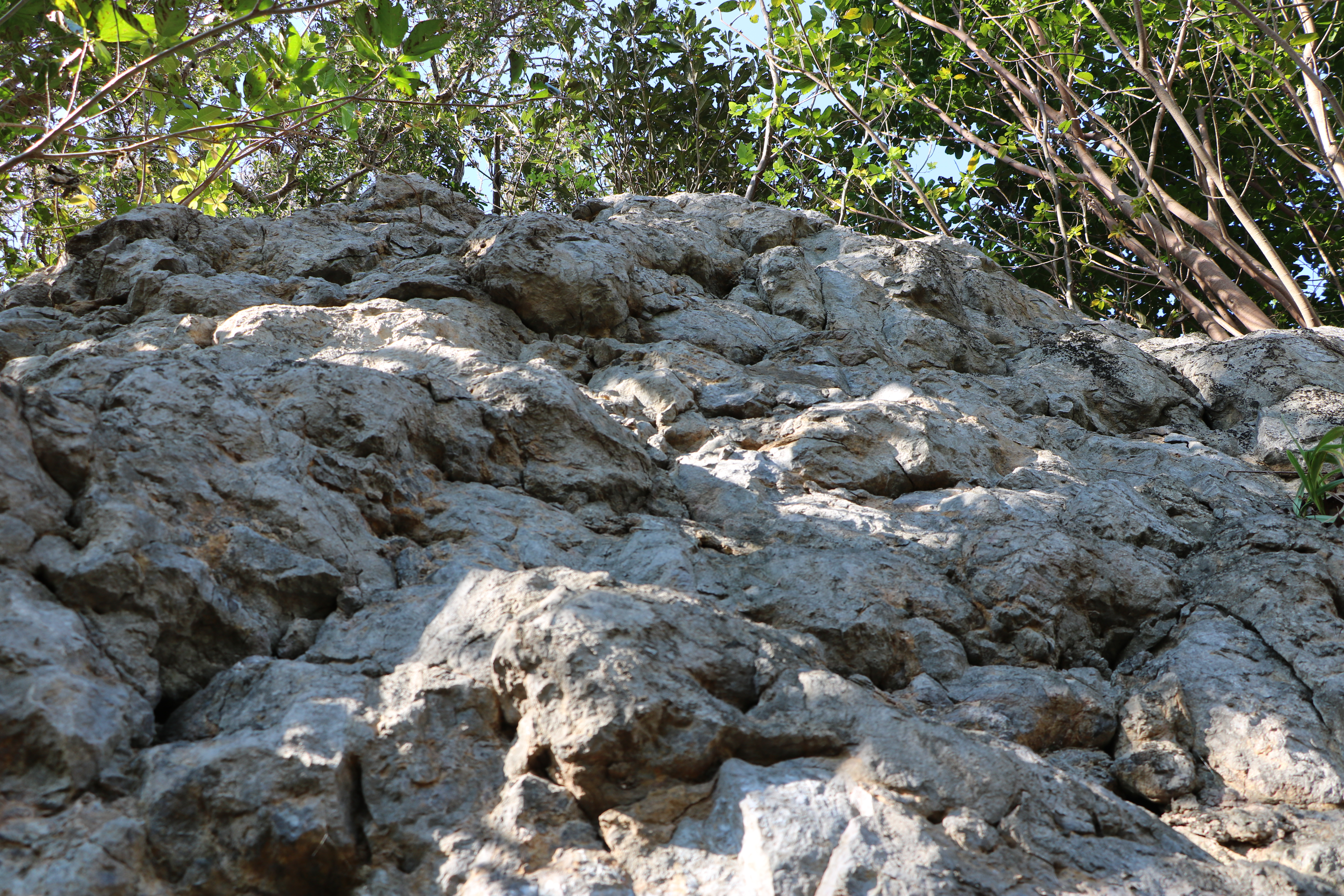
門前の大岩の上部。
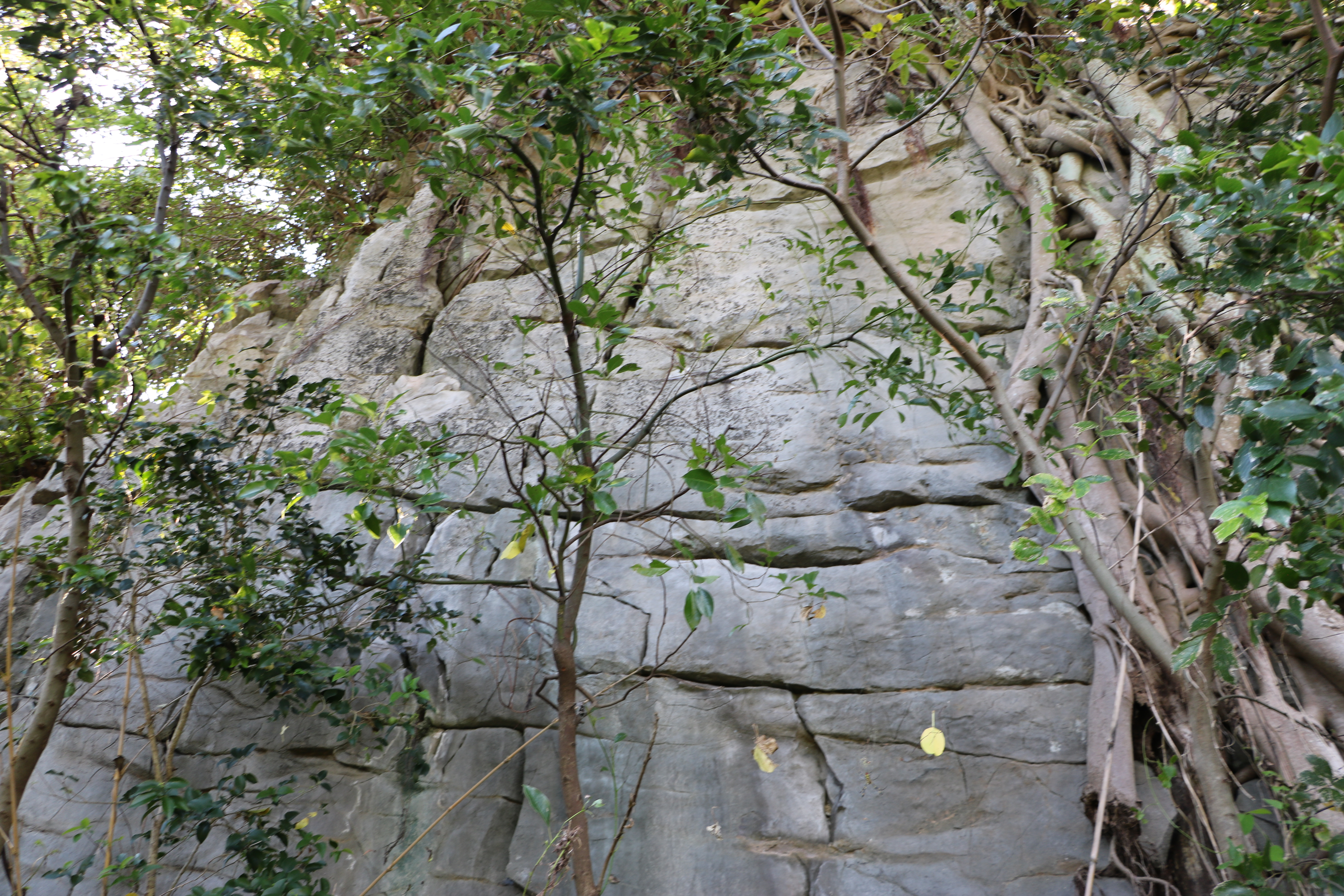
北側の側面は平滑。
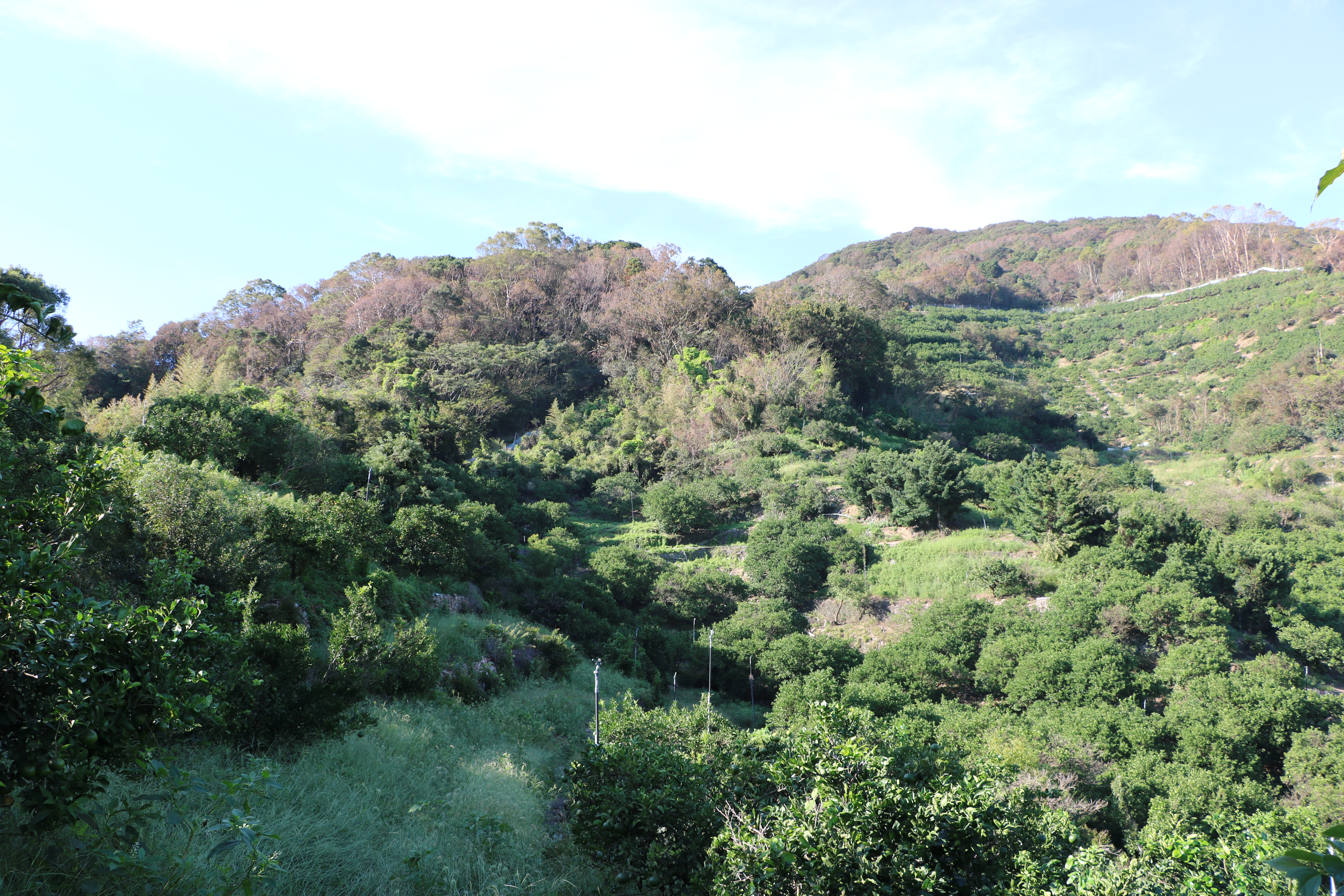
門前の大岩は画像中央やや上部の藪の中にあり、現在は下を通る国道から見ることができる。

## 交通アクセス
所在地
- 和歌山県日高郡由良町門前1065-2[7]。

交通
- JR紀勢本線紀伊由良駅より徒歩約30分。